# Jesika Jiménez Luna
Jesika Jacqueline Jiménez Luna, née le 8 juin 1980 à Panama, est une escrimeuse panaméenne pratiquant l'épée.
Elle a participé aux Jeux olympiques d'été de 2008 à Pékin. Elle était porte-drapeau de la délégation du Panama lors de la cérémonie d'ouverture.

## Carrière
Jesika Jiménez se distingue pour la première fois en remportant le bronze en individuel aux Jeux panaméricains de 2003, la troisième médaille du Panama en escrime dans cette compétition. En route vers les JO de 2008, elle enregistre un succès précieux en remportant la médaille d'argent aux championnats panaméricains qui lui permettent de se qualifier pour l'épreuve individuelle d'épée. Opposée à l'ukrainienne Yana Shemyakina, qui deviendra championne olympique quatre ans plus tard, elle gagne son match du premier tour, mais s'incline au suivant contre Imke Duplitzer.
Jiménez obtient une deuxième médaille d'argent aux championnats panaméricains 2012, épreuve qualificative pour les Jeux de Londres. Cependant, ce résultat ne suffit pas à lui offrir l'un des deux places qualificatives allouée au continent américain.

## Palmarès
- Championnats panaméricains d'escrime
  -  Médaille d'argent aux championnats panaméricains d'escrime 2012 à Cancún
  -  Médaille d'argent aux championnats panaméricains d'escrime 2008 à Queretaro

- Jeux panaméricains
  -  Médaille de bronze aux Jeux panaméricains de 2003 à Saint-Domingue